# Saturninius Secundus Salutius
Saturninius Secundus Salutius (4. század) gall származású római tisztviselő. Quaestor volt már 355-ben, amikor Flavius Iulianus római császár katonai tanácsadójának nevezték ki, aki ekkor lett caesar Galliában. Salutius jól ismerte a görög filozófiát és retorikát, így könnyen barátjává tette a filozófus alkatú uralkodót, egészen 363-ig a legbizalmasabb tanácsadója maradt. Filozófiai ismeretei miatt a 19. században összekeverték Sallustiusszal, bár még ma sem teljesen bizonyos, hogy nem azonos személyekről van szó. Ammianus Marcellinus mindig megkülönbözteti ezt a két személyt Sallustius, illetve Salutius névalakokkal.
Iulianus császárrá emelése után praetorianus parefectus lett, ennek során első tevékenysége a chalcedoni bíróság felügyelete lett, amelyben II. Constantius tisztviselőinek viselt dolgait vizsgálták. Eusebiust kivégeztette, mert nem vette figyelembe II. Constantius felmentő levelét, hanem annak ellenére végeztette ki Iulianus bátyját, Gallust. Flavius Florentius korábbi galliai praetorianus praefectust és consult távollétében ítélték halálra, több más hivatalnokot száműztek.
Salutius részt vett a 363-as perzsa-hadjáraton, amelynek során Iulianus meghalt. A katonai parancsnokok gyűlése először őt jelölte császárnak, de Salutius a világtörténelemben páratlan módon visszautasította a megtiszteltetést, így lett Iovianus a császár. Libaniosz dicséri ezzel kapcsolatban „romolhatatlanságát”. Valentinianus alatt még egy ideig szolgált, majd Valentinianus Nebridiust tette meg a helyére praetorianus praefectusnak.